# Werner Krüger (Politiker)
Werner Krüger (* 4. Januar 1948 in Berlin) ist ein deutscher Politiker (CDU) und war von 1990 bis 2006 Mitglied im Abgeordnetenhaus von Berlin.
Werner Krüger besuchte bis 1962 die Hauptschule, absolvierte eine Schlosserlehre und legte 1966 die Gesellenprüfung ab. Ab 1974 war er als Techniker beim Bezirksamt Spandau beschäftigt.
Krüger trat 1971 in die CDU ein und wurde 1974 Mitglied der Christlich-Demokratischen Arbeitnehmerschaft (CDA). Von 1984 bis 1991 war er Mitglied der Bezirksverordnetenversammlung Spandau. Im Wahlkreis Spandau 2 erhielt er 1999 mit absoluter Mehrheit ein Direktmandat für das Abgeordnetenhaus, dem er von 1990 bis 2006 angehörte. Er war ab 2001 Mitglied des Ausschusses für Jugend, Familie, Schule und Sport des Abgeordnetenhauses. Krüger wurde 1987 Ortsvorstandsvorsitzender von Spandau-Neustadt und 1989 Kreisvorstandsmitglied und stellvertretender Kreisvorsitzender der CDU Spandau.